# Acueducto de Gades
El acueducto de Gades fue la conducción de agua potable construida por el Imperio romano para abastecer a Gades (actualmente Cádiz, España). El acueducto medía 75 km, lo que lo convertiría en una de las obras civiles más importantes de la antigua Hispania, el mayor acueducto de la región y probablemente el quinto de todo el imperio. Traía agua desde los manantiales del Tempul, que aún hoy siguen siendo usados como toma de agua.

## Historia

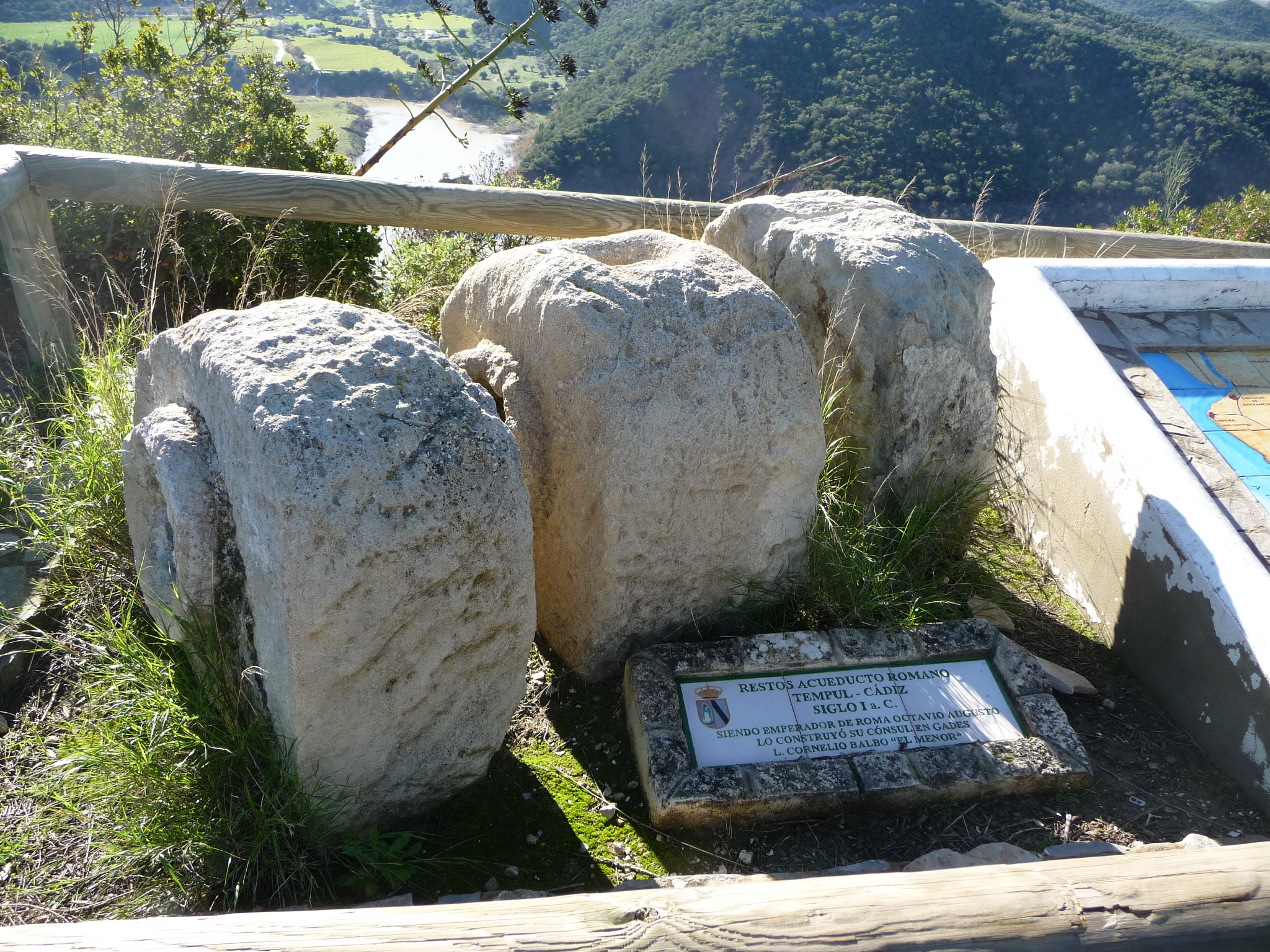
Restos del acueducto en el Tajo del Águila

Se tiene constancia que la antigua ciudad de Gadir ya poseía un sistema de cisternas de agua de lluvia desde época fenicia que ayudaba a paliar la mala calidad del agua de pozo y de su escasez. Estrabón hace referencia de esto en su viaje a Gades, lo cual comparte con autores contemporáneos.
El acueducto nace de las fuentes del Tempul a 122 m s. n. m. y desembocaba en unos aljibes en la actual Puerta de Tierra de Cádiz a 16 m s. n. m. De las tres técnicas empleadas se supone que un 12 % del trazado fue en mina, un 57 % en galería y un 31 % de trazado en piedras machi-hembradas llamadas atanores.
Tradicionalmente se ha creído que fue Lucio Cornelio Balbo el Menor el promotor del proyecto, pero los estudios actuales sugieren que se podría haber construido durante el gobierno del emperador Claudio, a mediados del siglo I d. C. Se cree que fue posteriormente abandonado en el siglo IV, obligando a volver a los habitantes al sistema de cisternas fenicias, hasta la mitad del siglo XIX que se vuelve a construir una red de abastecimiento.